# Olympische Winterspiele 1928/Eisschnelllauf – 10.000 m (Männer)
Das 10.000-Meter-Rennen im Eisschnelllauf der Männer bei den Olympischen Winterspielen 1928 fand am 14. Februar 1928 statt. Es konnte jedoch wegen schlechter Wetterbedingungen nicht ordnungsgemäß beendet werden. Durch einen Föhneinbruch verursachte hohe Temperaturen sowie starke Regenfälle brachten das Eis zum Schmelzen. Der Wettbewerb musste nach der fünften Paarung abgebrochen werden. Es wurden somit keine Medaillen vergeben.

## Ergebnisse

### Vorläufe

#### Lauf 1
| Rang | Land               | Athlet        | Zeit (min) |
| ---- | ------------------ | ------------- | ---------- |
| 1    | Vereinigte Staaten | Irving Jaffee | 18:36,5    |
| 2    | Norwegen           | Bernt Evensen | 18:36,6    |

#### Lauf 2
| Rang | Land       | Athlet          | Zeit (min) |
| ---- | ---------- | --------------- | ---------- |
| 1    | Österreich | Rudolf Riedl    | 20:21,5    |
| 2    | Litauen    | Kęstutis Bulota | 20:22,2    |

#### Lauf 3
| Rang | Land       | Athlet        | Zeit (min) |
| ---- | ---------- | ------------- | ---------- |
| 1    | Österreich | Otto Polacsek | 20:00,9    |
| –    | Norwegen   | Roald Larsen  | DNF        |

#### Lauf 4
| Rang | Land               | Athlet           | Zeit (min) |
| ---- | ------------------ | ---------------- | ---------- |
| 1    | Norwegen           | Armand Carlsen   | 20:56,1    |
| 2    | Vereinigte Staaten | Valentine Bialas | 21:05,4    |

#### Lauf 5
Dieser Lauf wurde nach 2000 Metern wegen tauendem Eis abgebrochen.
| Rang | Land     | Athlet           | Zeit (min) |
| ---- | -------- | ---------------- | ---------- |
| –    | Schweden | Gustaf Andersson | –          |
| –    | Finnland | Ossi Blomqvist   | –          |

### Zwischenstand nach vier Läufen
| Rang | Land               | Athlet           | Zeit (min) |
| ---- | ------------------ | ---------------- | ---------- |
| 1    | Vereinigte Staaten | Irving Jaffee    | 18:36,5    |
| 2    | Norwegen           | Bernt Evensen    | 18:36,6    |
| 3    | Österreich         | Otto Polacsek    | 20:00,9    |
| 4    | Österreich         | Rudolf Riedl     | 20:21,5    |
| 5    | Litauen            | Kęstutis Bulota  | 20:22,2    |
| 6    | Norwegen           | Armand Carlsen   | 20:56,1    |
| 7    | Vereinigte Staaten | Valentine Bialas | 21:05,4    |
| –    | Norwegen           | Roald Larsen     | DNF        |